# В той стране
«В той стране» — художественный фильм 1997 года по мотивам рассказов Бориса Екимова. Фильм участвовал более чем в 30-ти международных кинофестивалях.

## Сюжет
В северной деревушке Веркола местному скотнику Николаю Скуридину выделяют бесплатную путёвку в санаторий. На зависть односельчанам-алкоголикам, трудолюбивый Николай получает возможность впервые в жизни отдохнуть и подлечиться, но его жена не рада этой путёвке, боясь, что её супруг во время отпуска может загулять.
Фильм рассказывает о простой деревенской жизни, о борьбе председателя колхоза с пьянством и о нехитром мужицком счастье.

## В ролях
- Дмитрий Михайлович Клопов — Николай Скуридин
- Владимир Борчанинов — Чапурин
- Александр Стахеев — Зайка
- Анна Овсянникова — Афанасьевна
- Андрей Дунаев — Константин
- Юрий Бобров — Алёшка
- Светлана Гайтан — Алька
- Варвара Клопова — Макуня
- Галина Волкова — Шура
- Лидия Савченко — тёща Скуридина
- Дмитрий Вороницын — Цыганок
- Елена Андреева — Катя
- Татьяна Захарова — Лёлька
- Зоя Буряк — Раиса
- Иван Бортник — эпизод

## Награды
- Государственная премия России за 1998 год
- Премия Мира на МКФ в Берлине, Германия (1998)
- Гран-при МКФ «Ренконтрэ», Париж, и приз Парижской мэрии на прокат фильма во Франции (1998)
- Гран-при МКФ Славянских и православных народов «Золотой Витязь» (1998)
- Гран-при жюри и публики МКФ в Кретее, Франция (1998)
- Спецприз жюри МКФ в Турине, Италия (1998)
- Гран-при МКФ в г. Фрайштадт, Австрия, (1998)
- Главный приз на Всероссийском кинофестивале «Новое кино России» в Челябинске, Россия (1998)
- Приз им. В. М. Шукшина на I Шукшинском кинофестивале, Россия (1999)
- Гран-при МКФ в г. Тромсё, Норвегия, и приз Норвежского киноинститута на прокат фильма в Норвегии (1999)
- Гран-при МКФ в Минске, Беларусь (1999)

## Рецензии
- Лындина Э. Новые песни о старом (О худож. фильмах «В той стране» и «Ой вы, гуси!») // Культура. — 1997. — 23 октября (№ 41 (7101)). — С. 11.